# Freestyle Script

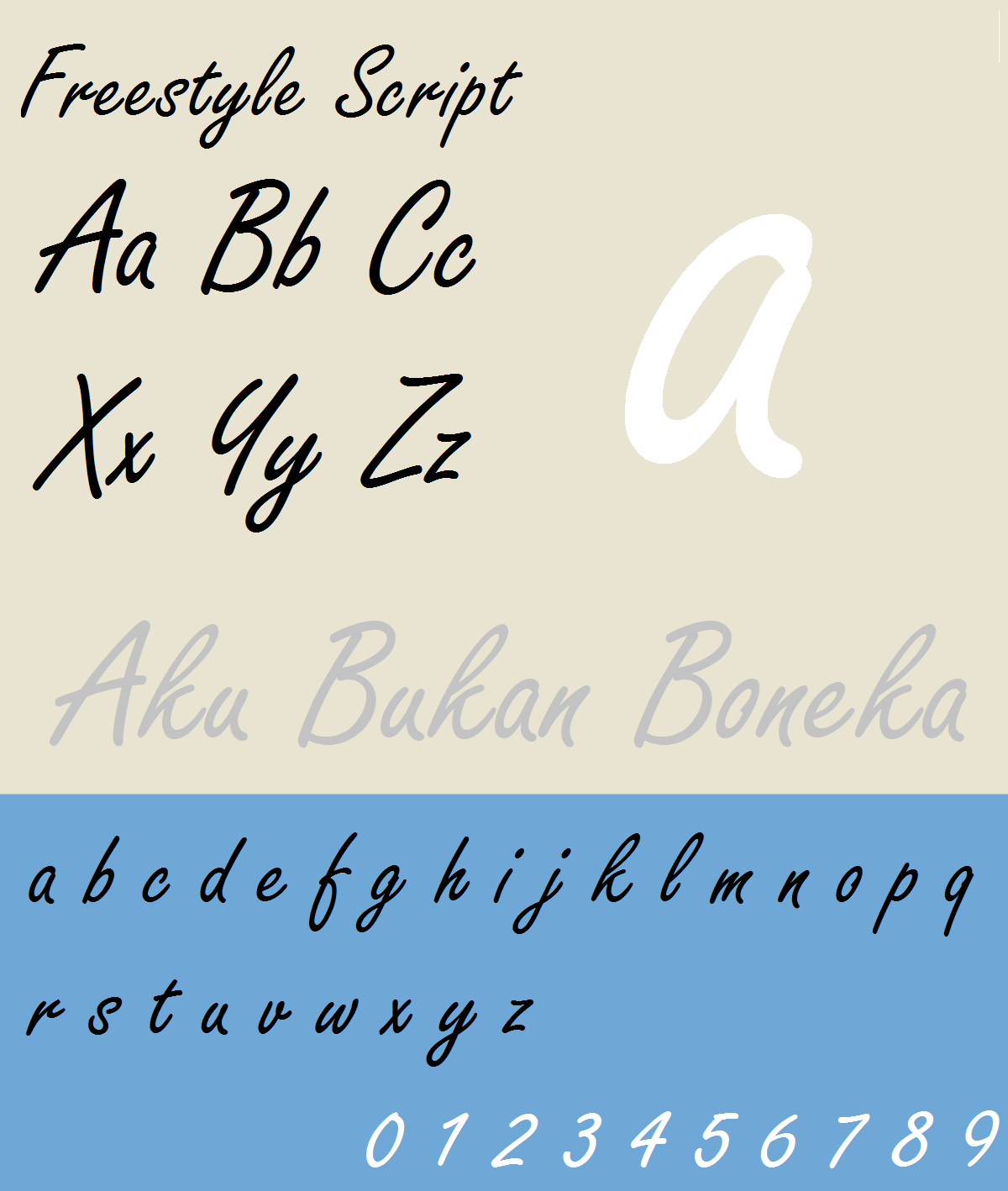
Freestyle Script

Freestyle Script — рукописний шрифт, створений типографом Мартин Вєт 1981-му. Видавці від Freestyle Script є  Adobe, ITC і Letraset.  Жирний версія від Freestyle Script був створений типографом 1986-му. Це має 4 версія від Freestyle Script, Regular, Bold, SH Reg Alt, і SB Reg Alt.